# Erich Abraham
Erich Abraham (* 27. März 1895 in Marienburg; † 7. März 1971 in Wiesbaden) war ein deutscher General der Infanterie im Zweiten Weltkrieg.

## Leben
Abraham trat mit Ausbruch des Ersten Weltkriegs als Freiwilliger in das Deutschordens-Infanterie-Regiment Nr. 152 ein. Am 6. Dezember 1914 wurde er Gefreiter und am 15. März 1915 Unteroffizier. Es folgte dann am 12. Mai 1915 seine Beförderung zum Vizefeldwebel und Offiziersaspirant. Man versetzte ihn am 12. August 1915 in das Infanterie-Regiment 341, zunächst als Zugführer. Vom 19. August bis 6. September 1915 fungierte er außerdem als stellvertretender Kompanieführer sowie vom 20. Februar bis 26. April 1916 als stellvertretender Adjutant des I. Bataillons. Ab 20. Mai 1916 setzte man ihn dann als stellvertretenden Adjutanten des III. Bataillons ein und ernannte ihn am 11. September 1916 zum Adjutant. In gleicher Funktion war Abraham ab 13. Februar 1917 beim I. Bataillon tätig und wurde als solcher am 11. Juli 1917 zum Leutnant der Reserve befördert. Als solcher tat er ab 20. Juli 1917 Dienst als Ordonnanzoffizier beim Regimentsstab. Abraham wurde dann am 25. Januar 1918 als Ordonnanzoffizier zum Stab der 86. Infanterie-Division kommandiert. Hier verblieb er über das Kriegsende hinaus und schloss sich am 19. Dezember 1918 dem Freiwilligen-Detachment Drews an.
Abraham wurde am 1. März 1920 in die Reichswehr übernommen, schied aber im Zuge der weiteren Heeresverkleinerung am 20. Mai 1920 aus dem aktiven Dienst aus und erhielt am 9. September 1920 noch den Charakter als Oberleutnant der Reserve verliehen. Er trat dann am 21. Mai 1920 in die Polizei beim Polizeipräsidium Stettin ein. Dort war er ab 20. Juni 1921 als Hundertschaftsführer und im Revierdienst tätig. Abraham absolvierte vom 20. August bis 20. Dezember 1923 an der Höheren Polizeischule Eiche einen Lehrgang und wurde nach seiner Beförderung zum Polizei-Hauptmann am 9. April 1925 ab 1. Dezember 1925 als Adjutant für Personalangelegenheiten beim Kommando der Schutzpolizei verwendet. Er absolvierte dann abermals an der Polizeischule Eiche eine Führergehilfenausbildung vom 15. August bis 1. Oktober 1932. Danach wurde er als Adjutant zur Landespolizeiinspektion Charlottenburg sowie am 1. Oktober 1933 zum Stab der Landespolizeiinspektion Brandenburg-Berlin versetzt. Von dort kommandierte man ihn zum Führerlehrgang B und am 20. April 1934 wurde er dann zum Polizei-Major befördert. Als solcher war er Gruppenleiter der Abteilung IIa der Landespolizeiinspektion Brandenburg.
Er trat am 15. Oktober 1935 in das Heer über und wurde zunächst als Kompaniechef im Infanterie-Regiment 18 verwendet. In gleicher Funktion war Abraham ab 6. Oktober 1936 im Infanterie-Regiment 105 tätig und wurde am 27. Februar 1937 zum Kommandeur des I. Bataillons ernannt. In dieser Funktion folgte am 30. September 1938 die Beförderung zum Oberstleutnant.
Nach dem Beginn des Zweiten Weltkriegs übernahm Abraham am 21. November 1939 das II. Bataillon des Infanterie-Regiments 266 und wurde mit Wirkung vom 29. März 1940 zum Kommandeur des Infanterie-Regiments 230 ernannt. Am 1. April 1943 betraute man ihn mit der Führung des 76. Infanterie-Division und ernannte Abraham zwei Monate später zum Kommandeur. Als Kommandierender General des LXIII. Armeekorps geriet Abraham mit der bedingungslosen Kapitulation der Wehrmacht in US-amerikanische Kriegsgefangenschaft, aus der er am 17. August 1947 entlassen wurde.

## Auszeichnungen
- Eisernes Kreuz (1914) II. und I. Klasse
- Spange zum Eisernen Kreuz II. und I. Klasse
- Deutsches Kreuz in Gold am 7. März 1942[1]
- Ritterkreuz des Eisernen Kreuzes am 13. November 1942[1]
  - mit Eichenlaub am 26. Juni 1944 (516. Verleihung)
- Komtur des Ordens der Krone von Rumänien am 22. Juni 1942
- Infanterie-Sturmabzeichen am 3. Juni 1943